# Guus Hiddink
Guus Hiddink (sinh ngày 8 tháng 11 năm 1946 tại Varsseveld) là một cựu huấn luyện viên bóng đá người Hà Lan. Trong sự nghiệp huấn luyện của mình ông đã thành công với PSV Eindhoven khi đưa câu lạc bộ này đoạt cup châu Âu năm 1988, vô địch Hà Lan nhiều năm liền, đặc biệt là chiến tích đưa  Hàn Quốc đạt hạng 4 ở FIFA World Cup 2002 trên sân nhà, và hạng 4 với Hà Lan tại FIFA World Cup 1998 trước đó.  Năm 2006 ông cũng đưa đội tuyển Úc lọt vào được vòng 2 vòng chung kết FIFA World Cup 2006 như đội tuyển quốc gia châu Á duy nhất làm được điều đó 2006 sau khi Úc được dự World Cup sau 32 năm chờ đợi của họ. Sau World Cup 2006 ông làm huấn luyện viên cho đội tuyển Nga và cũng đưa đội này vượt qua vòng loại UEFA Euro 2008 để đến Áo và Thụy Sĩ vào tháng 6-2008, đánh bại đội Hà Lan vòng tứ kết với tỷ số 3:1 để lọt vào vòng bán kết. Vì thế mà ông có biệt danh là Lucky Guus. Còn ở quê hương Hà Lan, ông là một "Boeren" có nghĩa là "kẻ nhà quê".
Ngoài ra, Guus Hiddink đã huấn luyện Chelsea FC vào giai đoạn lượt về mùa bóng 2008 - 2009, ông đã tạo ra những bước tiến mới cho đội bóng khi giành chiến thắng trước Liverpool tại vòng tứ kết giải Champion League. Tuy nhiên đội bóng của ông lại thất bại trước FC Barcelona. Ông cũng giúp Chelsea giành được cúp FA mùa bóng 2008-2009.
Trong khi đó, sau khi Nga không thể vượt qua vòng loại World Cup 2010, Hiddink đã từ chức huấn luyện viên. Ông trở lại Thổ Nhĩ Kỳ với tư cách là huấn luyện viên đội tuyển quốc gia Thổ Nhĩ Kỳ, nhưng thời gian cầm quân của kết thúc hai năm sau đó sau khi đội tuyển quốc gia này không thể vượt qua vòng loại Euro 2012. Vào tháng 2 năm 2012, Hiddink trở lại dẫn dắt đội bóng Nga Anzhi Makhachkala. Sau một thời gian thành công, Hiddink rời Anzhi vào tháng 7 năm 2013.
Sau FIFA World Cup 2014, Hiddink kế nhiệm Louis van Gaal làm huấn luyện viên đội tuyển quốc gia Hà Lan, lần thứ hai ông nắm quyền tại quê nhà. Tuy nhiên, thời gian cầm quân của ông đã kết thúc khi Hà Lan đang phải vật lộn để đủ điều kiện tham dự Euro 2016; sau đó ông bị sa thải  và được thay thế bởi Danny Blind. Sau đó, vào tháng 12/2015, ông được bổ nhiệm làm Huấn luyện viên tạm quyền của câu lạc bộ Chelsea sau khi HLV Jose Mourinho chia tay Chelsea.
Năm 2018, Hiddink được mời làm Huấn luyện viên trưởng Đội tuyển U-21 và U23 Trung Quốc và không lâu sau bị CFA sa thải vì thành tích bết bát ngay sau khi thua đội Việt Nam tại trận giao hữu trên sân nhà của họ.
Ngày 9 tháng 9 năm 2021, ông chính thức tuyên bố nghỉ hưu, khép lại sự nghiệp huấn luyện viên kéo dài 34 năm đầy thăng trầm.

## Sự nghiệp cầu thủ
Hiddink sinh ra ở Varsseveld  và bắt đầu sự nghiệp cầu thủ ở đội trẻ của câu lạc bộ nghiệp dư SC Varsseveld. Ông chuyển sang chuyên nghiệp sau khi ký hợp đồng với câu lạc bộ De Graafschap của Hà Lan vào năm 1967. Hiddink đã chơi ở câu lạc bộ Doetinchem dưới thời huấn luyện viên Piet de Visser.
Năm 1973, Hiddink và HLV de Visser cùng đội bóng thăng hạng lên Eredivisie, giải đấu hàng đầu của bóng đá Hà Lan. Kể từ đó, sự nghiệp của hai cầu thủ người Hà Lan giao nhau: De Visser đã chiêu mộ rất nhiều cầu thủ Nam Mỹ, chẳng hạn như Ronaldo, Romário (từng chơi dưới thời Hiddink tại PSV từ năm 1988 đến 1990) và cựu hậu vệ Chelsea, Alex, cho PSV của Hiddink. Ngoài ra, De Visser, trong vai trò cố vấn cá nhân cho Roman Abramovich, đã có ảnh hưởng lớn trong việc đưa Hiddink đến với đội tuyển bóng đá quốc gia Nga và gần đây là Chelsea với tư cách là huấn luyện viên tạm quyền sau khi Luiz Felipe Scolari bị sa thải. Ông  đã dành phần lớn sự nghiệp thi đấu của mình tại De Graafschap, bao gồm cả ba năm dưới thời de Visser, và vẫn là một fan hâm mộ của câu lạc bộ.
Ông gia nhập PSV vào năm 1970, nhưng sau khi không giành được vị trí chính thức trong đội, ông gia nhập De Graafschap chỉ sau một năm và ở đó cho đến năm 1977. Năm 1981, ông gia nhập De Graafschap và giải nghệ một năm sau đó. Ông thường chơi ở vị trí tiền vệ trong những ngày thi đấu của mình.

## Sự nghiệp huấn luyện viên

### Huấn luyện ở Hà Lan
Sau khi trau dồi kỹ năng huấn luyện của mình với tư cách là trợ lý, Hiddink đã đảm nhận vai trò huấn luyện viên tại PSV Eindhoven vào năm 1987 sau khi cũng giữ chức vụ trợ lý huấn luyện viên cho câu lạc bộ từ năm 1983 đến tháng 3/1987. Hiddink tiếp quản vào tháng 3/1987, trong khi đội đang kém Ajax ba điểm với 10 trận còn lại trên BXH. Tuy nhiên, PSV đã giành được chức vô địch trước Ajax 6 điểm. Chính tại PSV, nơi ông đã dẫn dắt đội bóng đến chức vô địch cúp C1 đầu tiên vào năm 1988 (và ăn 3 sau đó), khẳng định thứ hạng của câu lạc bộ Eindhoven là một trong ba gã khổng lồ của bóng đá Hà Lan, bên cạnh các đối thủ Ajax và Feyenoord. Hiddink  cũng đã giành được ba danh hiệu Eredivisie với câu lạc bộ từ 1987 đến 1990.
Hiddink cũng từng có thời gian làm huấn luyện viên tại câu lạc bộ Thổ Nhĩ Kỳ Fenerbahçe vào năm 1990, nhưng bị sa thải sau một năm, sau đó gia nhập gã khổng lồ Tây Ban Nha Valencia.

### Đội tuyển quốc gia Hà Lan
Hiddink  tiếp quản đội tuyển quốc gia Hà Lan vào ngày 1 tháng 1 năm 1995, nơi ông huấn luyện đội gồm những cá nhân tài năng liên tục bị căng thẳng bởi những tranh cãi và tranh chấp nội bộ. Hiddink đã có một cách tiếp cận chắc chắn với đội bóng, một ví dụ đã được chứng minh tại UEFA Euro 1996 khi Edgar Davids bị đuổi về nước sau một cuộc tranh cãi với Hiddink. Tại FIFA World Cup 1998, Đội đã đánh bại Argentina trong trận tứ kết với tỷ số 2-1, sau đó chịu thất bại dưới tay Brazil trên chấm luân lưu ở trận bán kết, và đạt hạng 4 khi thua Croatia 1-2 tại trận tranh hạng 3. Trận thua này báo hiệu sự kết thúc cho Hiddink, khi ông từ chức ngay sau đó.

### Real Madrid và Real Betis
Hiddink trở thành huấn luyện viên của Real Madrid vào mùa hè năm 1998, thay thế Jupp Heynckes, nhưng phong độ kém cỏi và những phát ngôn ngoài sân cỏ về hội đồng quản trị và tài chính của câu lạc bộ đã khiến ông phải chấm dứt hợp đồng vào tháng 2 năm 1999.  Hiddink sau đó tiếp quản Real Betis vào năm 2000 trong phần còn lại của mùa giải. Thời gian của ông ở Real Betis rất tồi tệ, Hiddink bị sa thải vào tháng 5 năm 2000.
Vào mùa hè năm 2000, có nhiều tin đồn về tương lai của ông, với câu lạc bộ Celtic của Scotland được coi là điểm đến tiềm năng. Tuy nhiên, ông đồng ý làm huấn luyện viên đội tuyển bóng đá quốc gia Hàn Quốc vào ngày 1 tháng 1 năm 2001.

### Đội tuyển quốc gia Hàn Quốc
Hiddink trở thành huấn luyện viên của Hàn Quốc vào tháng 1 năm 2001. Thành công sẽ không đến dễ dàng với một đội đã góp mặt trong 5 kỳ World Cup liên tiếp nhưng vẫn chưa thắng nổi trận nào. Hàn Quốc là một trong những quốc gia đăng cai tổ chức giải FIFA World Cup 2002, cùng với Nhật Bản. Có một sự kỳ vọng rằng đội chủ nhà sẽ tiến vào vòng 16 đội của giải đấu và điều đó thể hiện rõ ràng rằng đội của Hiddink cũng được kỳ vọng sẽ thực hiện theo tiêu chuẩn đó.
Sau trận thua 2-1 trước đội đoạt Cúp vàng Hoa Kỳ vào tháng 1 năm 2002, ông bị chỉ trích vì không thực hiện công việc của mình một cách nghiêm túc. Sau trận thua 2-1 trước đội đoạt Cúp vàng - Hoa Kỳ vào tháng 1 năm 2002, ông lại bị chỉ trích vì không thực hiện công việc của mình một cách nghiêm túc. Sau đó, Hiddink bắt đầu tập trung vào việc rèn luyện thể lực cho các cầu thủ trong quá trình tập luyện chuẩn bị cho World Cup 2002. Trong 24 tháng ông làm việc ở Hàn Quốc thì trong 20 tháng đầu, ông luôn phải sống trong chỉ trích, phê phán. Tuy nhiên, ông vẫn động viên và khích lệ tinh thần của các cầu thủ khi khẳng định nói rằng đội đã làm rất tốt và hãy chuẩn bị khí thế, tinh thần đó cho World Cup.
Tại kỳ World Cup 2002, đội tuyển Hàn Quốc đã có được chiến thắng đầu tiên tại vòng bảng (2–0 trước Ba Lan), và sau trận hòa 1-1 với Mỹ và chiến thắng 1–0 trước Bồ Đào Nha, đội đã có mặt tại vòng 16 đội. Họ đã đánh bại Ý 2-1 nhờ bằng bàn thắng vàng của Ahn Jung Hwan ở phút thứ 118. Công chúng Hàn Quốc sau đó bắt đầu mơ về bán kết, giấc mơ đã thành hiện thực sau khi đánh bại Tây Ban Nha 5-3 trên chấm luân lưu ở trận tứ kết. Đáng tiếc là Hàn Quốc sau đó thua Đức do Rudi Völler dẫn dắt ở bán kết 0-1. Giống đội tuyển Hà Lan bốn năm trước tại Pháp, Hiddink đưa đội đạt hạng tư sau thất bại 2-3 trước Thổ Nhĩ Kỳ trong trận tranh hạng ba. Đây là thành tích tốt nhất của đội bóng châu Á tại giải đấu, dù Hàn Quốc đã gây không ít tranh cãi 
Trước giải đấu, các chuyên gia bóng đá và người hâm mộ đều không bao giờ mong đợi mức độ thành công này. Nhiều người ở Hàn Quốc đã vui mừng khôn xiết khi nước này lọt vào bán kết. Hiddink trở thành người đầu tiên được trao quyền công dân danh dự của Hàn Quốc. Ngoài ra, các phần thưởng khác cũng ngay sau đó - một biệt thự riêng ở đảo Jeju-do, các chuyến bay miễn phí trọn đời với Korean Air và Asiana Airlines, đi taxi miễn phí... Sân vận động World Cup ở Gwangju, nơi Hàn Quốc lọt vào vòng bán kết, đã được đổi tên thành Sân vận động Guus Hiddink để vinh danh ông ngay sau giải đấu. Quê hương của ông, nơi một Bảo tàng được thành lập, đã trở thành điểm dừng chân phổ biến của những người Hàn Quốc đến thăm Hà Lan. Bảo tàng Guuseum là bảo tàng được thành lập bởi những người thân ở Varsseveld để tôn vinh Hiddink.

### PSV
Hiddink đã chọn trở lại Hà Lan và đảm nhiệm huấn luyện tại PSV Eindhoven vào năm 2002. Trong lần thứ hai khoác áo PSV, Hiddink đã giành được ba chức vô địch gồm giải VĐQG Hà Lan (2002–03, 2004–05 và 2005–06), Cúp quốc gia 2005 và Siêu cúp Hà Lan 2003. Ở châu Âu,  PSV lần đầu tiên góp mặt trong trận bán kết Champions League 2004–05 kể từ khi áp dụng thể thức hiện tại vào năm 1992–93 (PSV đã giành được Cúp C1, tiền thân của Champions League vào năm 1988, khi đó Hiddink là huấn luyện viên). PSV suýt thua Milan trong trận bán kết với luật bàn thắng sân khách.
Trong mùa giải Champions League 2005–06, PSV đã vượt qua vòng bảng, nhưng bị loại ở vòng 16 đội, mất 5 trong số 11 cầu thủ (Park Ji-sung đến Manchester United, Lee Young-pyo đến Tottenham Hotspur, Mark van Bommel đến Barcelona, Johann Vogel đến Milan và Wilfred Bouma đến Aston Villa) khi thị trường chuyển nhượng mở cửa. Giai đoạn này tại PSV đưa Hiddink trở thành huấn luyện viên người Hà Lan thành công nhất trong lịch sử, với sáu chức VĐQG Hà Lan và bốn Cúp quốc gia, vượt qua kỷ lục của Rinus Michels. Hiddink rời câu lạc bộ vào tháng 6 năm 2006.

### Australia
Vào ngày 22 tháng 7 năm 2005, Hiddink trở thành huấn luyện viên của đội tuyển quốc gia Úc. Ông tuyên bố sẽ huấn luyện cả PSV và Úc cùng lúc.
Trong trận play-off được tổ chức với Uruguay tại Montevideo vào ngày 12 tháng 11 và tại Sydney vào ngày 16 tháng 11 năm 2005, cả hai đội nhà đều giành chiến thắng 1–0. Australia tiếp tục giành chiến thắng 4–2 trên chấm luân lưu, - lần đầu tiên Australia lọt vào vòng chung kết World Cup 2006 sau 32 năm, và là lần đầu tiên đội vượt qua vòng loại nhờ chiến thắng trong loạt sút luân lưu.

## Danh hiệu và thành tích
De Graafschap
- Vô địch Tweede Divisie: 1969

San Jose Earthquakes
- Á quân North American Soccer League Southern Division: 1977

### Huấn luyện viên
Hàn Quốc
- World Cup 2002: Hạng tư

Úc
- World Cup 2006: Vòng 16 đội

Hà Lan
- World Cup 1998: Hạng tư

PSV Eindhoven
- Vô địch Cúp C1 1988
- Vô địch Siêu cúp Hà Lan: 2003
- Vô địch Cúp Hà Lan: 1988, 1989, 1990, 2005
- Á quân Cúp Hà Lan: 2006
- Vô địch Giải vô địch bóng đá Hà Lan: 1987, 1988, 1989, 2003, 2005, 2006

Real Madrid
- Vô địch Cúp Liên Lục địa: 1998
- Á quân La Liga: 1999
- Tứ kết Champions League: 1999

Chelsea FC
- Vô địch cúp FA: 2009
- Bán kết Champions League: 2008-09

Anzhi Makhachkala
- Á quân Cúp Nga: 2013

Cá nhân
- HLV xuất sắc nhất châu Á: 2002
- World Soccer World Manager of the Year (1): 2002
- Dutch Sports Coach of the Year (2): 2002, 2005
- HLV xuất sắc nhất Hà Lan: 2005,2006
- Huấn luyện viên Nga của năm (1): 2008